# Fislisbach
Fislisbach é uma comuna da Suíça, no Cantão Argóvia, com cerca de 4.846 habitantes. Estende-se por uma área de 5,05 km², de densidade populacional de 960 hab/km². Confina com as seguintes comunas: Baden, Birmenstorf, Mellingen, Neuenhof, Niederrohrdorf, Oberrohrdorf.
A língua oficial nesta comuna é o Alemão.

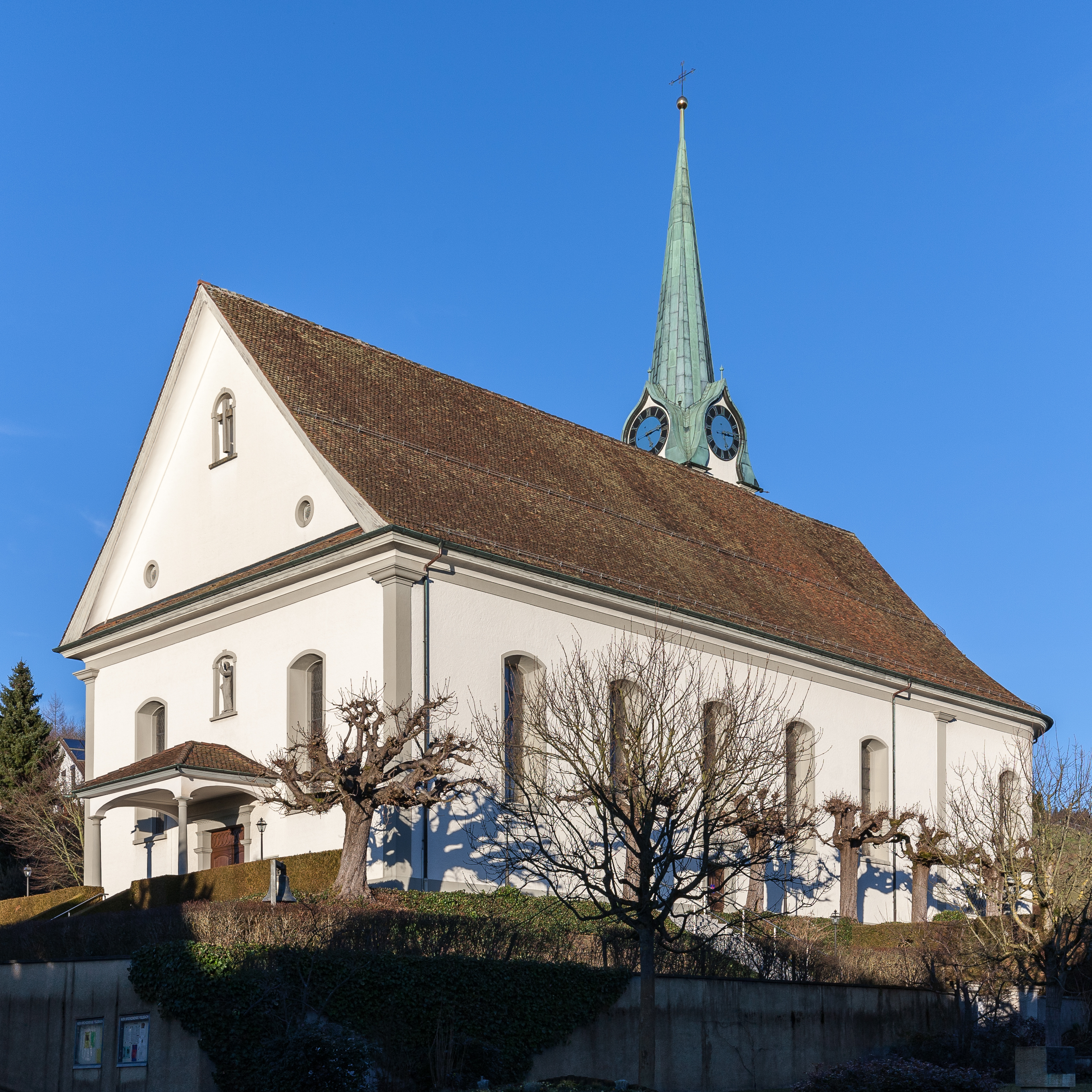
Igreja católica St. Agatha Fislisbach